# Oscar Sabo junior
Oscar Sabo junior (* 17. August 1922 in Grünheide bei Berlin; † 18. Dezember 1978) war ein deutscher Schauspieler bei Bühne, Film und Fernsehen.

## Leben und Wirken
Der Sohn des österreichischen Schauspielers Oscar Sabo erhielt seine künstlerische Ausbildung unter Anleitung von Agnes Windeck an der Staatlichen Schauspielschule Berlin. Es folgten in der frühen Nachkriegszeit mannigfaltige Rollenangebote von Theater, Film, Hörfunk, Fernsehen und Musical, wo er in Berlin als Vater Doolittle in einer Aufführung von My Fair Lady glänzte. 
Seit den ausgehenden 1940er Jahren trat Sabo junior an mehreren minder bedeutenden Berliner Spielstätten auf, darunter zunächst (Anfang der 1950er Jahre) das Berlin-Spandauer Volkstheater, das Kleine Schauspiel und den Veranstaltungsring für Westberlin, wo er gemeinsam mit seinem Vater Oscar Sabo senior auftrat. Anschließend erhielt Sabo junior kaum mehr Festengagements, ging als Freiberufler auf Gastspielreisen und nahm Rollen von Film und Fernsehen an. In seinen späten Lebensjahren sah man Sabo wieder an Berliner Bühnen wie dem Hebbel-Theater und dem Berliner Theater.
In Film- wie Fernsehproduktionen spielte Sabo Chargen aller Arten -- Polizisten, Taxifahrer, Handwerksmeister, Soldaten und Wirte. In seinen letzten Lebensjahren absolvierte er aber auch einige Kurzauftritte in zwei Comedy-Sketchformaten mit den beliebten Komikern Dieter Hallervorden und Harald Juhnke.
Oscar Sabo junior starb im Dezember 1978 im Alter von 56 Jahren. Sein Grab befindet sich auf dem landeseigenen Friedhof Heerstraße in Berlin-Westend (Grablage: II-W-Ur 3-36). Er ruht dort an der Seite seines 1969 verstorbenen Vaters.

## Filmografie
- 1955: Bezauberndes Fräulein
- 1955: Charleys Tante
- 1956: Spion für Deutschland
- 1957: Cardillac, der Goldschmied von Paris
- 1960: Herrin der Welt
- 1962: Jeder stirbt für sich allein
- 1963: Die endlose Nacht
- 1963: Die Wölfe
- 1965: Interpol (zwei Folgen)
- 1967: Meine kleine große Welt
- 1969: Die Ratten
- 1969: Rat mal wer heut bei uns schläft
- 1969: Dr. med. Fabian – Lachen ist die beste Medizin
- 1970: Tommy Tulpe (eine Folge)
- 1970: Unternehmer
- 1971: Sein Schutzengel
- 1971: Rosy und der Herr aus Bonn
- 1972: Federlesen – Bilder aus dem Leben eines Einfallsreichen
- 1973: Hamburg Transit – Der Beschützer
- 1973: Im Reservat
- 1973: Bleib‘ wie du bist
- 1975: Damals wie heute
- 1975: Beschlossen und verkündet (zwei Folgen)
- 1975: Kommissariat 9 (eine Folge)
- 1976: Direktion City (eine Folge)
- 1977: Nonstop Nonsens (eine Folge)
- 1978: Ein verrücktes Paar (zwei Folgen)
- 1979: Der eiserne Gustav